# Ванда (кратер)
Кратер Ванда је ударни метеорски кратер на површини планете Венере. Налази се на координатама 71,3° северно и 39,9° западно (планетоцентрични координатни систем +Е 0-360) и са пречником од 21,7 км међу кратерима је мање величине на површини ове планете. 
Кратер је име добио према пољском женском имену Ванда, а име кратера је 1985. усвојила Међународна астрономска унија.
Један је од првих детаљније мапираних кратера на Венери, снимљен сондама Венера-15 и Венера-16 1984. године. Налази се на ободу планинског ланца Акна. У средишњем делу кратера јасно се издваја централно узвишење, док је дно радарски гледано тамно и вероватно је испуњено лавичним изливима. Иако кратер није претрпео неке знатније измене током процеса издизања суседних планина, видљиво је да је један део планине обрушен у кратер. Мале јаме које се на снимку уочавају северно од кратера вероватно су вулканског порекла.